# Hyssop
Hyssop (Hyssopus officinalis) is een plant uit de lipbloemenfamilie (Lamiaceae). Het is een gewas dat etherische olie bevat.  

## Kenmerken
Hyssop is een felgekleurde struik van 30 tot 60 cm hoog. De stengel is aan de basis houtachtig, waaruit een aantal rechtopstaande takken groeien. De bladeren zijn lancetvormig, donkergroen en 2 tot 2,5 cm. Hyssop bloeit van juli tot september met kleine blauw/lila-achtige lipbloemen die in een krans staan (Soms zijn de bloemen wit of roze.)

## Geschiedenis
De plant komt oorspronkelijk uit Perzië. De Perzen gebruikten de extracten van de plant om er hun huid een warme kleur mee te geven. In de 16e eeuw kwam de plant naar Zuid-Europa en vanuit daar verspreidde hij zich. 
In de Bijbel worden met hyssop verschillende planten en hun producten bedoeld, die dienden bij rituele handelingen, bijvoorbeeld het besprenkelen van het offerbloed.
Hyssop wordt ook gebruikt in de productie van absint.